# Allonemobius allardi
Némobie des prés
Espèce
Synonymes
- Nemobius allardi Alexander, R.D. & E.S. Thomas, 1959[1]
- Pteronemobius allardi (Alexander, R.D. & E.S. Thomas, 1959)[1]

Répartition géographique
Allonemobius allardi, communément appelé Némobie des prés, est une espèce de grillons présente en Amérique du Nord.

## Systématique
L'espèce Allonemobius allardi a été décrite par Richard D. Alexander (d) et Edward Sinclair Thomas (d) en 1959 sous le protonyme de Nemobius allardi.

## Répartition
On trouve cette espèce dans le Sud du Canada (de la Nouvelle-Écosse à la Colombie-Britannique) et dans une grande partie de l'Est et du Nord des États-Unis.

## Habitat
La Némobie des prés occupe les habitats ouverts et herbeux. 